# Commonwealth Games 2002/Badminton (Mannschaft)
Folgend die Ergebnisse und Platzierungen bei den Commonwealth Games 2002 der Mannschaften im Badminton.

## Vorrunde

### Gruppe A
- England –  Malaysia: 3-2
- England –  Kanada: 5-0
- England –  Nigeria: 5-0
- Malaysia –  Kanada: 4-1
- Malaysia –  Nigeria: 5-0
- Kanada –  Nigeria: 4-1

### Gruppe B
- Schottland –  Jersey: 5-0
- Schottland –  Malediven: 5-0
- Schottland –  Guernsey: 5-0
- Schottland –  Australien: 3-2
- Australien –  Jersey: 5-0
- Australien –  Malediven: 5-0
- Australien –  Guernsey: 5-0
- Jersey –  Malediven: 4-1
- Jersey –  Guernsey: 4-1
- Guernsey –  Malediven: 4-1

### Gruppe C
- Singapur –  Botswana: 5-0
- Singapur –  Barbados: 5-0
- Singapur –  Ghana: 5-0
- Singapur –  Wales: 4-1
- Wales –  Ghana: 5-0
- Wales –  Botswana: 5-0
- Wales –  Barbados: 5-0
- Barbados –  Ghana: 3-2
- Barbados –  Botswana: 4-1
- Botswana –  Ghana: 3-2

### Gruppe D
- Neuseeland –  Nordirland: 5-0
- Neuseeland –  Seychellen: 5-0
- Neuseeland –  Mauritius: 5-0
- Neuseeland –  Indien: 3-2
- Indien –  Nordirland: 5-0
- Indien –  Seychellen: 5-0
- Indien –  Mauritius: 5-0
- Nordirland –  Seychellen: 4-1
- Nordirland –  Mauritius: 4-1
- Seychellen –  Mauritius: 3-2

## Ergebnisse

### Halbfinale
| Mannschaft 1 | Mannschaft 2 | Ergebnis |
| ------------ | ------------ | -------- |
| England      | Schottland   | 3-0      |
| Singapur     | Neuseeland   | 3-1      |

### Finale
| Mannschaft 1               | Mannschaft 2                      | Ergebnis                |
| -------------------------- | --------------------------------- | ----------------------- |
| England                    | Singapore                         | 3-0                     |
| Nathan Robertson Gail Emms | Patrick Lau Kim Pong Jiang Yanmei | 7-0, 7-4, 7-4           |
| Colin Haughton             | Ronald Susilo                     | 5-7, 7-4, 7-0, 0-7, 7-3 |
| Tracey Hallam              | Li Li                             | 6-8, 7-4, 1-7, 7-1, 7-1 |

## Endstand
| Disziplin | Gold | Silber | Bronze |
| --------- | --- | --- | --- |
| Teams     | England Julia Mann Tracey Hallam Sara Sankey Ella Miles Donna Kellogg Gail Emms Joanne Goode Mark Constable Colin Haughton Anthony Clark Nathan Robertson Robert Blair James Anderson Simon Archer | Singapur Chua Yong Joo Jiang Yanmei Khoo Kian Teck Fatimah Kumin Lim Patrick Lau Kim Pong Lee Yen Hui Kendrick Li Li Ronald Susilo | Neuseeland Geoffrey Bellingham Chris Blair John Gordon Nicole Gordon Rebecca Gordon Nick Hall Tammy Jenkins Rhona Robertson Sara Runesten-Petersen Daniel Shirley                      |
| Teams     | England Julia Mann Tracey Hallam Sara Sankey Ella Miles Donna Kellogg Gail Emms Joanne Goode Mark Constable Colin Haughton Anthony Clark Nathan Robertson Robert Blair James Anderson Simon Archer | Singapur Chua Yong Joo Jiang Yanmei Khoo Kian Teck Fatimah Kumin Lim Patrick Lau Kim Pong Lee Yen Hui Kendrick Li Li Ronald Susilo | Schottland Bruce Flockhart Alastair Gatt Russell Hogg Susan Hughes Kirsteen McEwan Elinor Middlemiss Craig Robertson Graham Simpson Graeme Smith Fiona Sneddon Sandra Watt Yuan Wemyss |